# Garrett Stafford
Garrett Vasu Stafford (né le 28 janvier 1980 à Los Angeles, dans l'état de Californie aux États-Unis) est un joueur professionnel de hockey sur glace évoluant comme défenseur.

## Carrière
Stafford joue deux ans en hockey sur glace junior pour les Buccaneers de Des Moines de l'United States Hockey League (USHL) avant de rejoindre les Wildcats du New Hampshire. Il joue dans l'USHL pendant quatre ans bien qu'il rate le premier semestre de sa saison senior étant inéligible. Il est capitaine adjoint lors de son année junior. Il terminé sa carrière universitaire avec un match de championnat national, que son équipe perd 5-1 face aux Golden Gophers du Minnesota.
Le 9 décembre 2003, il signe un contrat en tant qu'agent libre avec les Sharks de San José et passe ensuite trois saisons avec leur équipe affiliée de la Ligue américaine de hockey, les Barons de Cleveland (devenus ensuite les Sharks de Worcester).
Sa première saison professionnelle se termine par un accident. Le 30 avril 2004, Stafford joue pour les Barons de Cleveland contre les Bulldogs de Hamilton dans les séries éliminatoires de la Coupe Calder quand il a une altercation avec l'ailier Aleksandr Perejoguine. Stafford atteint Perejoguine au visage avec sa crosse ce qui les fait tomber tous les deux sur la glace. Lorsqu'ils se relèvent, Stafford décoche un nouveau coup de bâton, cette fois en touchant l'arrière du casque de Perejoguine. En réponse, Perejoguine balance sa crosse dans le visage de Stafford au moment où il se relève. Le coup fait perdre connaissance à Stafford qui s'écroule inconscient et en convulsions sur la glace. Cela lui cause une commotion cérébrale et de graves blessures au visage nécessitant 20 points de suture.
Perejoguine est accusé de voies de fait causant des lésions corporelles et est ensuite sous le coup d'une probation d'un an. Il est également condamné à couvrir les frais médicaux de Stafford et à une amende de 5 000 dollars américains pour une œuvre de charité. Il est suspendu pour le reste des séries éliminatoires et l'ensemble de la saison 2004-2005, la suspension la plus longue de l'histoire de la LAH. Stafford est également suspendu pour six matchs pour son rôle dans l'incident. Il est complètement rétablit pour la saison suivante.
Le 16 juillet 2007, il signe un contrat en tant qu'agent libre avec les Red Wings de Détroit, qui l'envoient dans leur équipe affiliée de la Ligue américaine, les Griffins de Grand Rapids. Stafford joue son premier match dans la LNH le 23 février 2008 contre les Canucks de Vancouver. Il est rappelé par les Red Wings le jour même à la suite des blessures de Nicklas Lidström, Brian Rafalski et Chris Chelios.
Stafford est libéré par les Red Wings après la Coupe Stanley de 2008 et le 3 juillet, il signe un contrat en tant qu'agent libre avec les Stars de Dallas. Le 4 octobre 2008, les Stars le prêtent à nouveau aux Griffins de Grand Rapids avant de le rappeler le 29 mars 2009. Dans la saison 2009–2010, il est affecté à l'équipe affiliée de LHA de Dallas, les Stars du Texas et les aide à atteindre la finale de la Coupe Calder.
Le 3 juillet 2010, Stafford signe un contrat d'un an en tant qu'agent libre avec les Coyotes de Phoenix.
Le 23 octobre 2011, les Canadiens de Montréal acquièrent Stafford et l'attaquant Petteri Nokelainen des Coyotes de Phoenix en échange de l'attaquant Brock Trotter et un choix de septième ronde au repêchage d'entrée dans la LNH 2012.
Stafford signe comme agent libre un contrat d'un an avec les Capitals de Washington le 2 juillet 2012. En raison du lockout  de la saison 2012-2013 de la LNH, il est directement affecté à l'équipe affiliée de la LAH, les Bears de Hershey, pour commencer la saison 2012-2013. Le 2 avril 2013, Stafford est échangé par les Capitals aux Oilers d'Edmonton en échange de Dane Byers.
En décembre 2013, il signe un contrat pour la fin de la saison avec le Genève-Servette Hockey Club en LNA.

## Statistiques
| Saison     | Équipe                      | Ligue      |     | Saison régulière | Saison régulière | Saison régulière | Saison régulière | Saison régulière |   | Séries éliminatoires | Séries éliminatoires | Séries éliminatoires | Séries éliminatoires | Séries éliminatoires |
| Saison     | Équipe                      | Ligue      | PJ  | B                | A                | Pts              | Pun              | PJ               | B | A                    | Pts                  | Pun                  |                      |                      |
| 1996–1997  | Buccaneers de Des Moines    | USHL       | 37  | 1                | 10               | 11               | 40               | 5                | 0 | 0                    | 0                    | 0                    |                      |                      |
| 1997–1998  | Buccaneers de Des Moines    | USHL       | 53  | 6                | 17               | 23               | 89               | 12               | 1 | 3                    | 4                    | 42                   |                      |                      |
| 1998–1999  | Buccaneers de Des Moines    | USHL       | 56  | 8                | 33               | 41               | 54               | 13               | 2 | 2                    | 4                    | 18                   |                      |                      |
| 1999–2000  | Université du New Hampshire | HE         | 38  | 3                | 9                | 12               | 28               | —                | — | —                    | —                    | —                    |                      |                      |
| 2000–2001  | Université du New Hampshire | HE         | 37  | 5                | 21               | 26               | 44               | —                | — | —                    | —                    | —                    |                      |                      |
| 2001–2002  | Université du New Hampshire | HE         | 36  | 5                | 22               | 27               | 42               | —                | — | —                    | —                    | —                    |                      |                      |
| 2002–2003  | Université du New Hampshire | HE         | 23  | 1                | 15               | 16               | 24               | —                | — | —                    | —                    | —                    |                      |                      |
| 2003–2004  | Barons de Cleveland         | LAH        | 73  | 12               | 34               | 46               | 71               | 6                | 0 | 0                    | 0                    | 6                    |                      |                      |
| 2004–2005  | Barons de Cleveland         | LAH        | 68  | 6                | 18               | 24               | 55               | —                | — | —                    | —                    | —                    |                      |                      |
| 2005–2006  | Barons de Cleveland         | LAH        | 80  | 11               | 28               | 39               | 86               | —                | — | —                    | —                    | —                    |                      |                      |
| 2006–2007  | Sharks de Worcester         | LAH        | 77  | 11               | 30               | 41               | 58               | 6                | 0 | 3                    | 3                    | 2                    |                      |                      |
| 2007–2008  | Griffins de Grand Rapids    | LAH        | 69  | 11               | 33               | 44               | 36               | —                | — | —                    | —                    | —                    |                      |                      |
| 2007–2008  | Red Wings de Détroit        | LNH        | 2   | 0                | 0                | 0                | 0                | —                | — | —                    | —                    | —                    |                      |                      |
| 2008–2009  | Griffins de Grand Rapids    | LAH        | 70  | 11               | 34               | 45               | 50               | 10               | 0 | 5                    | 5                    | 4                    |                      |                      |
| 2008–2009  | Stars de Dallas             | LNH        | 3   | 0                | 2                | 2                | 0                | —                | — | —                    | —                    | —                    |                      |                      |
| 2009–2010  | Stars du Texas              | LAH        | 60  | 7                | 25               | 32               | 22               | 21               | 4 | 6                    | 10                   | 10                   |                      |                      |
| 2010–2011  | Rampage de San Antonio      | LAH        | 65  | 14               | 32               | 46               | 74               | —                | — | —                    | —                    | —                    |                      |                      |
| 2010–2011  | Coyotes de Phoenix          | LNH        | 2   | 0                | 0                | 0                | 0                | —                | — | —                    | —                    | —                    |                      |                      |
| 2011–2012  | Pirates de Portland         | LAH        | 6   | 1                | 3                | 4                | 6                | —                | — | —                    | —                    | —                    |                      |                      |
| 2011-2012  | Bulldogs de Hamilton        | LAH        | 42  | 8                | 16               | 24               | 14               | —                | — | —                    | —                    | —                    |                      |                      |
| 2012–2013  | Bears de Hershey            | LAH        | 48  | 1                | 20               | 21               | 36               | —                | — | —                    | —                    | —                    |                      |                      |
| 2013-2014  | Genève-Servette             | LNA        | 8   | 0                | 1                | 1                | 0                | 1                | 0 | 0                    | 0                    | 0                    |                      |                      |
| 2014-2015  | Ässät Pori                  | Liiga      | 36  | 2                | 10               | 12               | 75               | -                | - | -                    | -                    | -                    |                      |                      |
| Totaux LAH | Totaux LAH                  | Totaux LAH | 668 | 93               | 273              | 366              | 508              | 43               | 4 | 14                   | 18                   | 22                   |                      |                      |

## Honneurs et trophées
- Coupe Spengler :
  - Vainqueur de la Coupe Spengler en décembre 2013 avec GE-Servette à Davos.